# Ptilogyna mathesonae
Ptilogyna mathesonae är en tvåvingeart som beskrevs av Nikolas Vladimir Dobrotworsky 1971. Ptilogyna mathesonae ingår i släktet Ptilogyna och familjen storharkrankar. Inga underarter finns listade i Catalogue of Life.